# Malcolm Ranjith
Albert Malcolm Ranjith Patabendige Don (ur. 15 listopada 1947 w Polgahawela) – lankijski duchowny katolicki, arcybiskup Kolombo od 2009, kardynał.

## Życiorys
Wstąpił do seminarium w Kandy. Kardynał Thomas Cooray wysłał go na studia do Rzymu, gdzie uzyskał doktorat na Papieskim Uniwersytecie Urbaniana. Święcenia kapłańskie otrzymał 29 czerwca 1975 z rąk papieża Pawła VI. W 1978 powrócił na Sri Lankę i podjął pracę duszpasterską w archidiecezji Kolombo. W 1983 został krajowym dyrektorem Papieskich Dzieł Misyjnych.
17 czerwca 1991 został mianowany biskupem pomocniczym diecezji Kolombo, ze stolicą tytularną Cabarsussi. Sakry biskupiej udzielił mu 31 sierpnia 1991 arcybiskup Nicholas Marcus Fernando.
2 listopada 1995 został mianowany biskupem ordynariuszem Ratnapury. Ingres odbył się 5 stycznia 1996.
1 października 2001 powrócił do Rzymu, gdzie podjął obowiązki oficjała w Kongregacji ds. Ewangelizacji Narodów.
29 kwietnia 2004 podniesiony do rangi arcybiskupa z tytularną stolicą Umbriatico oraz został mianowany nuncjuszem apostolskim w Indonezji i w Timorze Wschodnim.
10 grudnia 2005 po raz kolejny powraca do Watykanu, gdzie zostaje sekretarzem Kongregacji ds. Kultu Bożego i Dyscypliny Sakramentów
16 czerwca 2009 Benedykt XVI mianował go arcybiskupem Kolombo (ingres odbył się 5 sierpnia 2009). W latach 2010–2017 był również przewodniczącym Konferencji Episkopatu Sri Lanki.
20 października 2010 otrzymał od Benedykta XVI nominację kardynalską. Insygnia kardynalskie otrzymał na konsystorzu, który odbył się 20 listopada 2010.
Brał udział w konklawe 2013, które wybrało papieża Franciszka oraz w konklawe 2025, które wybrało papieża Leona XIV.
Od 2019 piastuje urząd wiceprzewodniczącego Federacji Konferencji Biskupich Azji.